# Магьосници (Светът на диска)
Магьосниците са литературни герои от поредицата „Светът на диска“ на Тери Пратчет. Появяват се още в първия му роман „Цветът на магията“ като второстепенни герои и присъстват в почти всички романи от поредицата.

## История
Под магьосниците най-общо се има предвид висшите членове на факултета на Невидимия университет в Анкх-Морпорк, но към тях се причисляват също и студентите. Основното задължение на невидимия университет е да спира развитието на магията, а не да спомага за качественото ѝ използване, което превръща магьосниците в сбирщина изкуфели старци, които почти никога не използват магията, а когато това се случи, то в повечето случаи е случайно или неправилно.

## Книги
В следните произведения от серията за Света на диска магьосниците биват намесени:
- Цветът на магията 1983
- Фантастична светлина 1986
- Еманципирана магия 1987
- Морт 1987
- Магизточник 1988
- Ерик 1990
- Подвижни образи 1990
- Жътварят 1991
- Малки богове 1992
- Господари и господарки 1992
- Музика на душата 1994
- Интересни времена 1994
- Дядо Прас 1996
- Последният континент 1998
- Последният герой 2001
- Невиждани академици 2009